# Madrepora arbuscula
Madrepora arbuscula är en korallart som först beskrevs av Henry Nottidge Moseley 1881.  Madrepora arbuscula ingår i släktet Madrepora och familjen Oculinidae. Inga underarter finns listade i Catalogue of Life.